# Julian Woodley
Julian Woodley (circa 1952) is een Nederlands politicus. Hij heeft diverse functies bekleed op de Nederlandse Antillen en vervolgens voor Caribisch Nederland, zoals parlementslid, gedeputeerde en waarnemend rijksvertegenwoordiger. Van 1 april 2016 tot 7 februari 2018 was hij waarnemend gezaghebber van Sint Eustatius.

## Biografie
Woodley is een zoon van voormalig gezaghebber Charles Austin Woodley. Hij was 15 jaar lang afdelingshoofd op Financiën van Sint Eustatius. Daarnaast bekleedde hij gedurende 25 jaar diverse functies, zoals eilandsraadslid, parlementslid van de Nederlandse Antillen en gedeputeerde voor Telecommunicatie.
Met ingang van 1 december 2011 werd hij aangesteld als waarnemend Rijksvertegenwoordiger voor de openbare lichamen Bonaire, Sint Eustatius en Saba. Hiermee was hij tot 1 mei 2014 plaatsvervanger van Wilbert Stolte en daarna vanaf 1 september 2014 van Gilbert Isabella.
Op 1 april 2016 werd Woodley benoemd tot waarnemend gezaghebber van Sint Eustatius, nadat Gerald Berkel na een volle termijn van zes jaar was teruggetreden. De Nederlandse regering startte op dat moment de procedure voor de benoeming van een nieuwe gezaghebber. In december 2016 werd een procedure gestart voor de werving van een nieuwe waarnemend gezaghebber. In maart 2017 werd besloten dat Julian Woodley voorlopig waarnemend gezaghebber zou blijven, ondersteund door drie hoge Nederlandse ambtenaren. Een nieuwe sollicitatieprocedure voor de functie van gezaghebber ging van start waarbij zorgvuldigheid van de procedure voorop stond. Er zou een half jaar voor worden uitgetrokken.
Op 7 februari 2018 trad de Tijdelijke wet taakverwaarlozing Sint Eustatius in werking die werd ingevoerd naar aanleiding van een rapport van een 'commissie van wijzen', bestaande uit Jan Franssen en Fredis Refunjol. In het rapport werd vastgesteld dat het bestuur op het eiland zijn taken op grove wijze veronachtzaamde. Er zou onder meer sprake zijn van wetteloosheid, financieel wanbeheer, machtsmisbruik en intimidatie. Op grond van de wet werd de eilandsraad ontbonden, werden de eilandgedeputeerden van hun functies ontheven en werd Woodley van rechtswege ontslag verleend. In hun plaats werden Marcolino Franco en Mervyn Stegers als respectievelijk regeringscommissaris en plaatsvervangend regeringscommissaris benoemd. Zij moesten de bestuurlijke orde op het eiland herstellen.
In 2020 werd Woodley benoemd tot Ridder in de Orde van Oranje-Nassau.